# Náboženství v Kamerunu
Náboženství v Kamerunu v roce 2018
Převládajícím náboženstvím v Kamerunu je křesťanství. Dalšími významnými náboženstvími v zemi jsou islám a různé tradiční víry. Ústava Kamerunu zaručuje svobodu vyznání a kamerunská vláda v praxi toto právo obecně respektuje. Před kolonizací sdílely národy Kamerunu animistické víry charakteristické různými mýty a obřady, které spojoval kult předků. Od 19. století zde soupeřili katoličtí a protestantští misionáři o evangelizaci Kamerunců.
Křesťanské církve i muslimská centra různých denominací fungují volně po celém Kamerunu, zatímco tradicionalisté působí ve svých svatyních a chrámech, které nabývají na popularitě. Turecká nevládní organizace IHH odhaduje, že muslimové tvoří přibližně 25–30 % populace Kamerunu. Křesťané jsou rozděleni mezi římské katolíky (přibližně 32,4 % obyvatelstva) a další křesťanská vyznání včetně Svědků Jehovových, kterých je v populaci přibližně 6 %. Drtivá většina muslimů v zemi jsou sunnité, patřící k právní škole islámu zvané Málikovský mazhab. Přibližně 12 % muslimů se hlásí k heterodoxnímu islámskému mesianistickému hnutí Ahmadíja a 3 % náleží k ší'itům. Křesťané i muslimové žijí ve všech oblastech Kamerunu. Muslimové převažují v severních regionech, křesťané v jižních a západních regionech.
Dva anglofonní regiony na západě Kamerunu jsou převážně protestantské a frankofonní regiony na jihu a západě země jsou převážně katolické a evangelické. Na severu v oblastech kde převažují Fulbové jsou většinou muslimové. Tradiční domorodá víra se praktikuje ve venkovských oblastech po celé zemi, ale jen zřídka je praktikována ve větších městech. V zemi žije také přibližně 60 tisíc pravoslavných křesťanů. V roce 2010 žilo v Kamerunu asi 50 tisíc stoupenců víry Bahá'i. Žije zde i malá populace Židů, kteří rozvíjí vztahy s širší globální židovskou komunitou. Někteří jihoasijští přistěhovalci vyznávají hinduismus.

## Fotogalerie

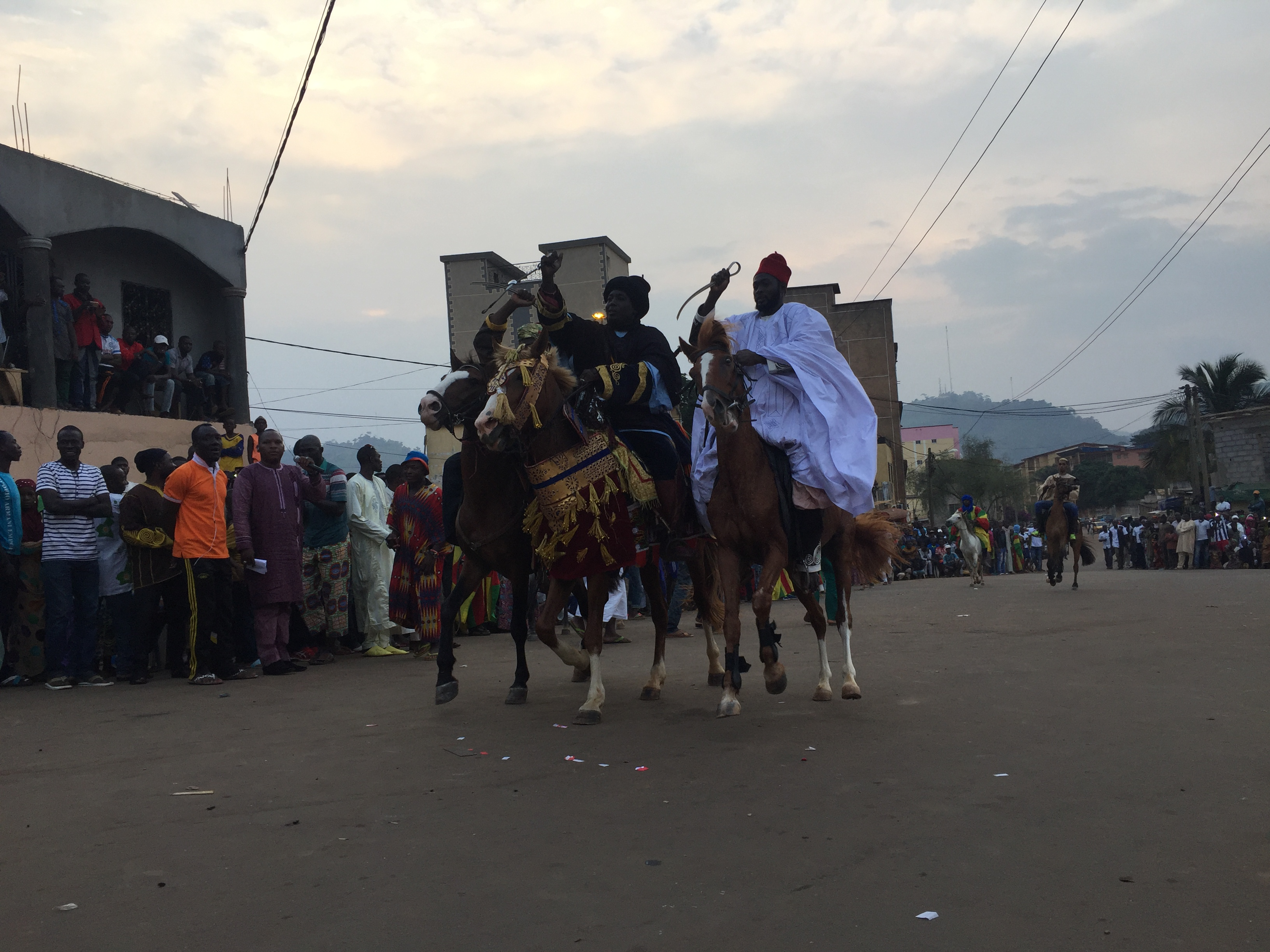
Oslavy ramadánu
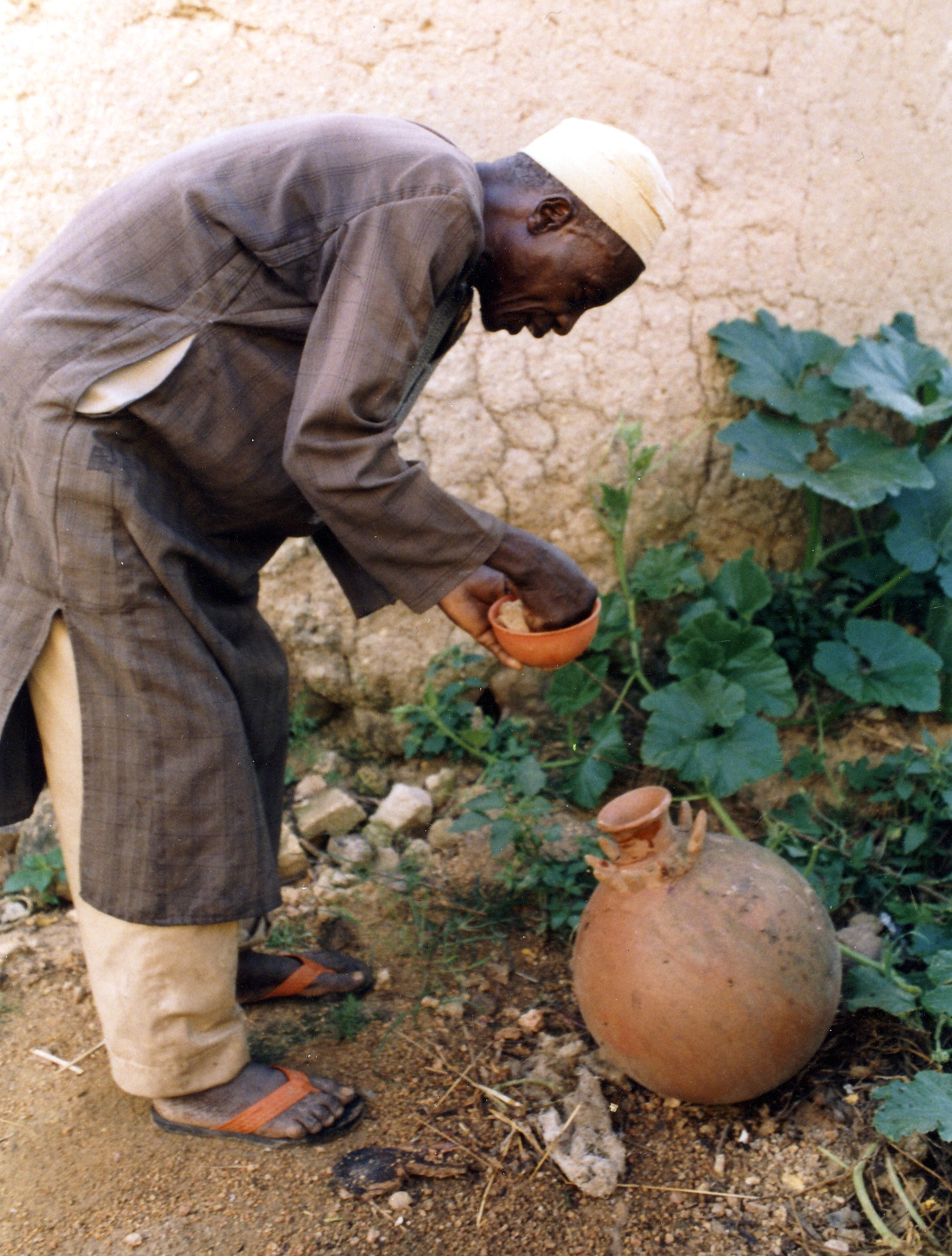
Domácí oběť
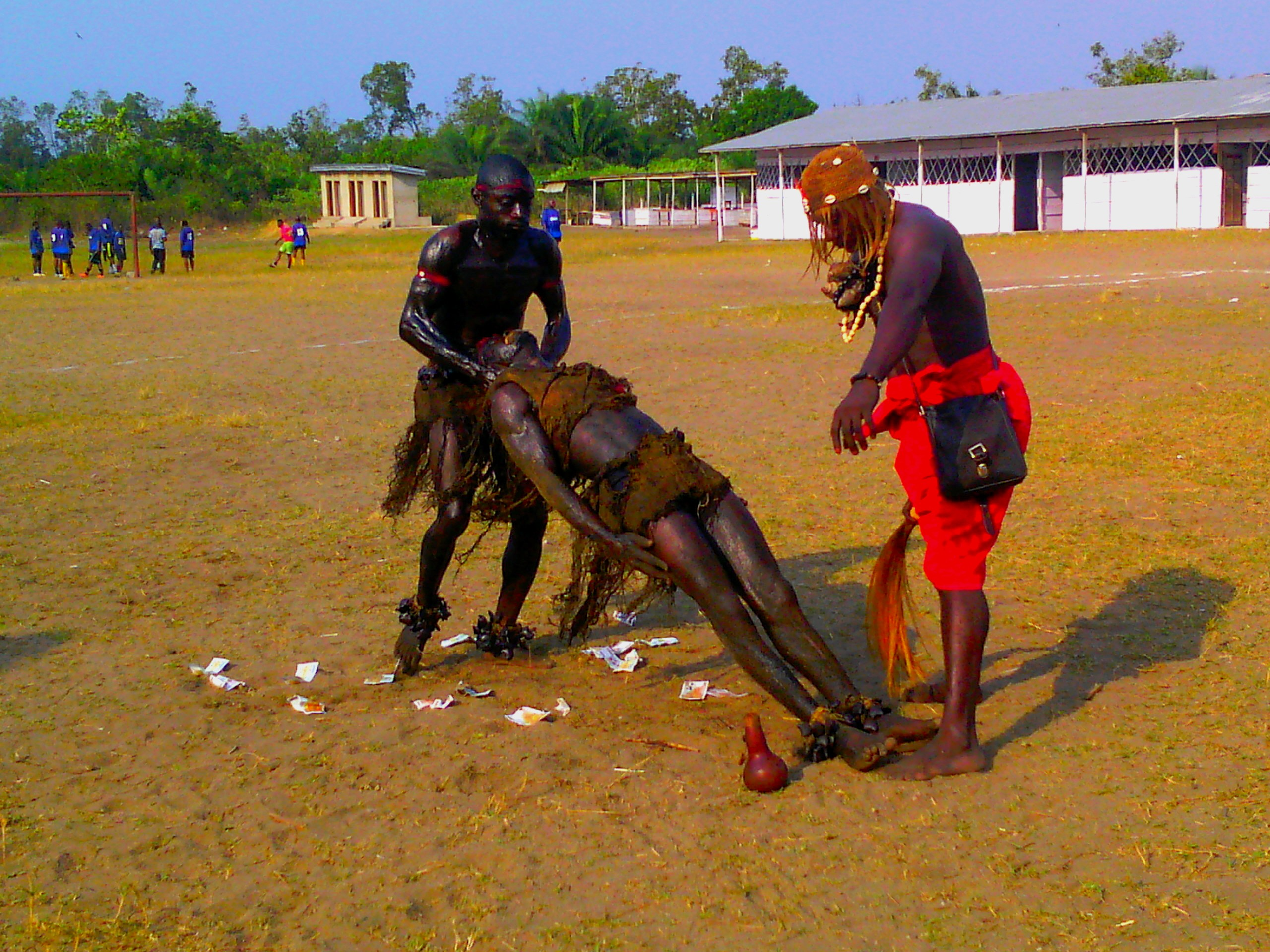
Iniciační obřad, který vytváří most mezi světem živých a mrtvých
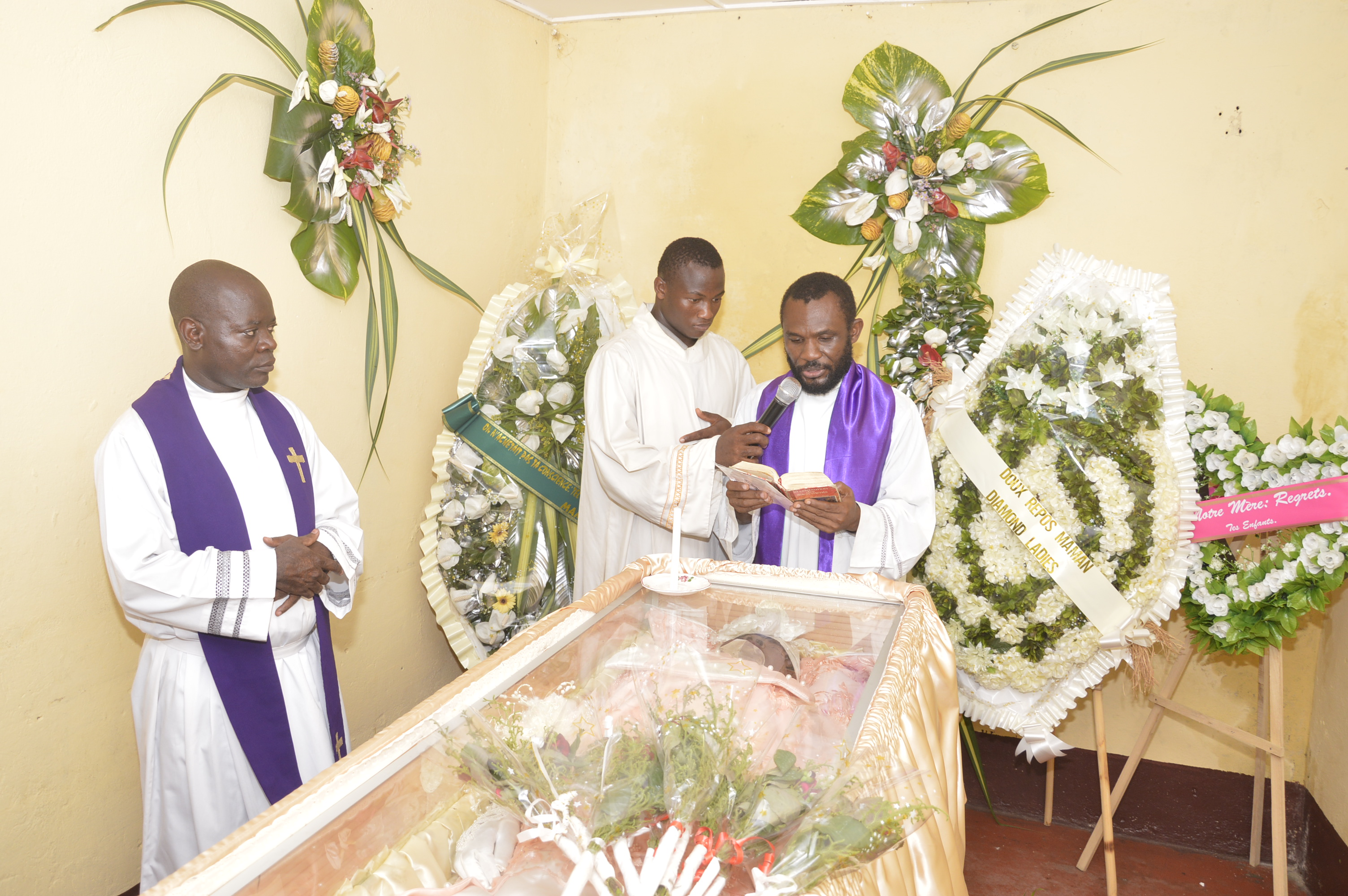
Pohřební řeč při křesťanském pohřbu
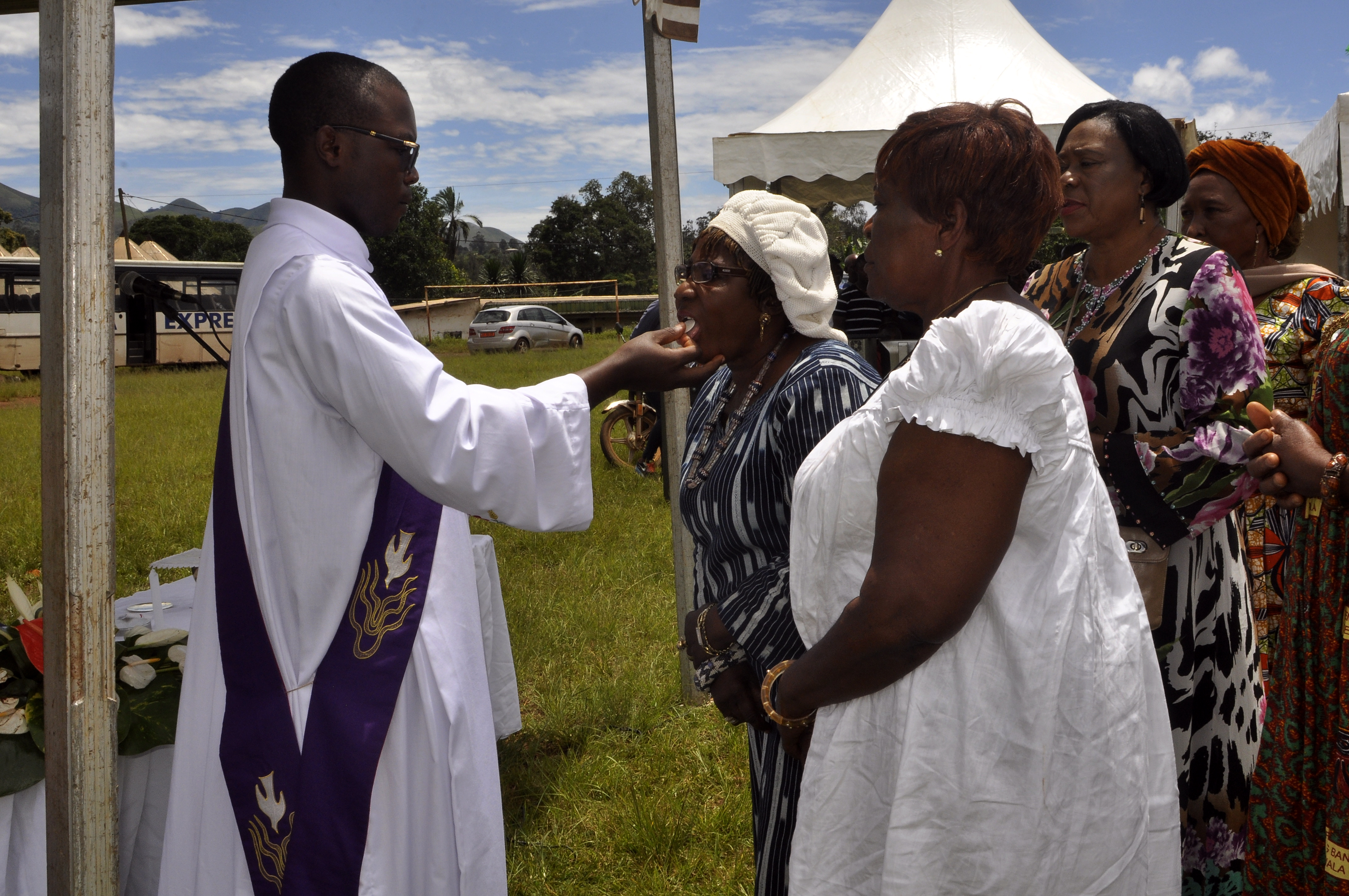
Svaté přijímání